# سي بي (يونكس)
cp هو أمر يقوم بنسخ ملف من موضع لآخر على أنظمة تشغيل يونكس والشبيهة بيونكس. الملف الأصلي يبقي بدون تغيير، لكن الملف الجديد من الممكن أن يكون له نفس الاسم أو اسم مختلف.
هذا الأمر موجود في قشرة واجهة البرنامج الثابت الممتد.

## تاريخ
ظهر cp لأول مرة في الإصدار الأول من يونكس. نسخة cp المدمجة في أدوات جنو الأساسية طوربيورن جرانلند، وديفيد ماكينزي، وجيم ميرينج.

## أمثلة
كمثال، لنسخ ملف file1 باسم file2:
```
cp file1 file2
```

ولنسخ ملف file1 إلى المجلد foo/:
```
cp file1 /foo
```